# TARAKO
TARAKO（たらこ、1960年〈昭和35年〉12月17日 - 2024年〈令和6年〉3月4日）は、日本の声優、ナレーター、女優、タレント、シンガーソングライター、脚本家、エッセイスト。
東京都江戸川区生まれ、群馬県太田市出身。トルバドール音楽事務所に所属していた。

## 生涯

### 生い立ち
幼い頃、姉と一緒に劇団日本児童に入団。小学2-3年生の時から音楽部に所属して、縦笛を担当していた。小学4年生の時に町内のカラオケ大会で桜田淳子の歌を歌ったが、落選。
小学5年生の時に東京都江戸川区から群馬県に転居。その頃は、特にスポーツが好きであり、テニス、卓球、バレーボール、バドミントンなどしていた。
小学5年生から1年間、ステージで時々弾いていたピアノをバイエル程度まで習っていた。太田市立九合小学校時代は少年少女合唱団、太田市立東中学校時代からバスケットボール部に所属しており、中学時代は部長も務めた。
高校1年生までバスケットボールをしていたが、帰りが遅くなるため、母から「やめなさい」と言われて、フォークソングを始めたという。ギターもすでに手にしており、高校1年生の時に初めて作曲。自身で仕切ってライブハウスや市民会館小ホールなどで活動していた。また、同じころにはテレビアニメ『ルパン三世』に憧れ、アニメ同好会を結成していた。
「アニメ声優になろう」と思い、「そのためには演技力が必要だ」と考え、群馬県立太田女子高等学校卒業後は、群馬から上京して東京映像芸術学院の演技声優科に入学したが、中退している。

### キャリア
声優デビューは1981年、テレビアニメ『うる星やつら』で演じた幼稚園児役。当初はラム役でオーディションを受けたが、落選している。当時は声優だけでは食べていけず、スーパーマーケットの試食販売、コンビニエンスストアの店員、交通量調査などのアルバイトをしていた。
学校に行きながら友人がバイトをしていた飲み屋で歌わせてもらい、客として来ていたのち所属することになるトルバドール音楽事務所の社長に「ライブをプロデュースしているんだけれど、前座でやってみる?」と誘われて、友人と2人でギターの弾き語りで出るようになった。その社長と音響監督の斯波重治が知り合いであり、同アニメをすることから「声優以外の人をオーディションしたいから」声をかけてもらって、同アニメのヒロイン・ラム役のオーディションを受けるも落選。ただその際に、その特徴ある声がスタッフに気に入られ、脇役としてほぼ毎回出演していた。
1982年、『戦闘メカ ザブングル』のチル役で初レギュラー。
シンガーソングライターとしてのデビューは、1983年に発表したLPアルバム「とっておきの瞬間」。一時はビーイングのプロデュース下だったという時代もある。その関係で沢田聖子と友人になり、彼女が木曜のパーソナリティを務めていたラジオ番組『はいぱぁナイト』（KBS京都）にてたびたびゲストで出演しては彼女と2人で「かしまし漫才」ばりのトークを展開していた。
1990年からは、『ちびまる子ちゃん』で主人公・まる子役を担当。バラエティ番組の司会としても活動。ナレーションの仕事も数多くこなした。
演劇集団WAKUを主宰し、舞台の作・演出・出演も数多く手掛けた。
群馬県出身から、群馬交響楽団夏休みコンサートの案内人を毎年務めていた。

### 急逝
2023年11月、突然体調を崩し病院で診断を受けたところある重い病気を患っていたことが判明。診断の直後に入院し、療養をしながら活動を続けていた。しかし病状が改善せず、2024年2月になってからは病室で収録を続けていたが、容体が急変し2024年3月4日に死去。63歳没。死因は非公表。自身のXアカウント上では最後の投稿となった2月末には、車椅子に座りながらスタジオで収録を行っていた写真が投稿されている。『ちびまる子ちゃん』のスタッフによれば、本人は「最後まで病棟でも収録をしたいと意欲的で、大きな愛情をもって『ちびまる子ちゃん』に向き合ってくださいました」と追悼文にて語っている。訃報は5日後の3月9日に所属事務所、および『ちびまる子ちゃん』を制作するフジテレビと日本アニメーションより発表された。
同年3月9日に開催された『第18回声優アワード』では、TARAKOが過去に同アワードのキッズファミリー賞を受賞していたこともあり、前日に訃報が伝えられた漫画家の鳥山明とともに授賞式の冒頭で異例の黙祷が15秒間行われた。
『ちびまる子ちゃん』については、2024年3月24日放送回の1時間枠で放送された「まる子、水の味がわかる?」が最後の出演となった。また、同年3月10日以降については過去のエピソードを当面放送すると発表し、同年4月14日まで再放送が引き続き行われていた。同年3月10日放送回では冒頭で『ちびまる子ちゃん』のキャスト・スタッフ一同による追悼のテロップが流れた。一方、TARAKOが長年ナレーションを務めていた『女神のマルシェ』でも、同年3月15日放送分の冒頭にて追悼のテロップが流れた。
エスパルスドリームプラザ内の「ちびまる子ちゃんランド」では、ファンの要望に応える形で2024年3月10日に寄せ書きスペース及び追悼メッセージボードを設置した。同日より2週間ほど設置された後、寄せられたメッセージは、関係者（静岡第一テレビの報道によると、生前の所属先であるトルバドール音楽事務所）に寄贈された。
『ちびまる子ちゃん』でキャラクターが登場する限定CMを放送しているミツウロコとケーズデンキは、それぞれ公式サイトで追悼のコメントを発表した。また4月6日から放映しているミツウロコの新CM「想いをつなぐ」篇では過去に収録した音源を使用してのライブラリ出演となっており、声優が変更になった4月21日以降も差し替えはされずにそのまま放映されている。
2024年6月15日にお別れ会「TARAちゃんありがとうの会〜たいせつなきみへ〜」が行われ、屋良有作、島田敏、豊嶋真千子、キートン山田（2021年3月に声優業を引退）、山寺宏一、爆笑問題（太田光・田中裕二）、木原実らが参列した。山田と木原が「ありがとうの言葉」として弔辞を担当。終盤では島田がおじいちゃん（さくら友蔵）、屋良がお父さん（さくらヒロシ）と役柄通りの口調でメッセージを寄せた。その後、参列者全員は『ちびまる子ちゃん』の主題歌「おどるポンポコリン」を合唱した。午後は、一般人を対象とした献花の時間が設けられ、参列したファンが別れを惜しんだ。
2024年12月17日にフジテレビ系列で放送された『星になったスターたち』では、TARAKOが亡くなる直前に収録されたものの未放送（2024年12月18日現在）となった次回予告の音声が放送され、これがTARAKOのまる子役としての最後の収録となった。

## 人物・エピソード
- 芸名は専門学校時代、『サザエさん』のフグ田タラオ（タラちゃん）に雰囲気が似ているという理由から「タラちゃん」と呼ばれており、これに子を付けて、ローマ字表記にし、芸名とした[40][41]。ルビについては片仮名標記で行われる場合もあるが（主に新聞のテレビ欄で行われる）、事務所の公式プロフィールでは平仮名表記であり本稿でもそれに従っている。また、『しぜんとあそぼ』出演時にはたらこと平仮名表記で紹介された。
- 趣味は作詩、空を見ること[42]。
- 家族全員、音楽が好きであり、姉も合唱団に所属していた[2]。
- 『ちびまる子ちゃん』のオーディションで主役であるまる子に選ばれたのは、TARAKOの声が原作者のさくらももこの声とそっくりだったためである。また、TARAKO自身も同アニメで脚本を担当している。声だけでなく顔についても、さくらももこに似ていると言われたことがあるという[43][44]。
- 歌手のイルカにも声がそっくりである。それが縁で同作のエンディングテーマ『針切りじいさんのロケンロール』（歌・植木等）で共にコーラス担当した。
- 『さくらももこのオールナイトニッポン』1992年2月17日放送回にて、TARAKOとフォークシンガーのイルカがゲスト出演。両者ともさくらと声質、口調が酷似しているため、リスナーはもちろんラジオブース内までが“混乱”に陥った[要出典]。その模様は同番組の最終回（1992年10月12日放送）でも放送された。
- 『ちびまる子ちゃん』の人気から声優として認識されはじめたが、当初は「自分はそもそも声優ではなくシンガーソングライターである」とNHKの『スタジオパークからこんにちは』など出演した番組などで頻繁に訴えていた。
- 1988年の夏に、名古屋でライブを終えた後にファンの女性スタッフから差し入れとして好物の生タラコのおにぎりをもらい、宿泊先のホテルで就寝前に夜食として食べた後の深夜、食あたりを訴えて入院したことがあった[45]。翌日に退院したが、歌が歌える程度には回復しておらず、ライブは急遽トークショーに変更された[45]。半年後に同じライブハウスで女性スタッフと再会するも食あたりのことは言えなかった[45]。このエピソードは『トリビアの泉 〜素晴らしきムダ知識〜』で取り上げられ、『ちびまる子ちゃん』スタッフが製作したアニメによって紹介され、TARAKOが本人役で出演している[45]。また、『ちびまる子ちゃん』の通常放送で当時ナレーションを担当していたキートン山田もナレーターを務めた。
- さくらももこの追悼イベントの際は、まる子の口調でメッセージを送った[46]。
- 保護猫活動に献身的であり、飼育していた愛猫計5匹も全て保護猫であった。過去には犬1匹も飼っていた[47]。
- 2008年に実父を交通事故で亡くし、2018年に実母も亡くし、晩年は保護猫4匹と暮らしていた[48]。

## 後任
TARAKOの死後、持ち役を引き継いだ人物は以下の通り。
| 後任           | 役名                   | 概要作品                  | 後任の初担当作品    |
| -------------- | ---------------------- | ------------------------- | ------------------- |
| あらたけめぐみ | ナレーション           | 『女神のマルシェ』        | 2024年3月15日放送回 |
| 菊池こころ     | さくらももこ（まる子） | 『ちびまる子ちゃん』      | 2024年4月21日放送回 |
| 菊池こころ     | ナレーション           | 『ニッポンぶらり鉄道旅』  | 2024年6月20日放送回 |
| 高山みなみ     | フランケンロボくん     | 『それいけ!アンパンマン』 | 2024年9月20日放送回 |

## 出演
太字はメインキャラクター。

### テレビアニメ
1981年
- うる星やつら（1981年 - 1985年、しゅがあ 他）

1982年
- 戦闘メカ ザブングル（1982年 - 1983年、チル）
- まいっちんぐマチコ先生（1982年 - 1983年）

1983年
- スプーンおばさん（チップ、ドン）
- ベムベムハンターこてんぐテン丸（ニーナ）
- タオタオ絵本館 世界動物ばなし（タオタオ）
- ふしぎの国のアリス（1983年 - 1984年、アリス）

1984年
- ふしぎなコアラブリンキー（マーク、ルイ、ヒクイ鳥人）

1985年
- CAT'S♥EYE
- 星銃士ビスマルク（ベナ、ロン）
- ルパン三世 PARTIII（子供）

1986年
- めぞん一刻（麻美、ホステスのアケミ、少年A 他）
- がんばれ!キッカーズ（太田太一）

1988年
- エスパー魔美（テニス部員）
- どんどんドメルとロン（ボブ）
- アニメ三銃士（アンドレ）
- ビックリマン（酔助、ジケシーン）

1989年
- 機動警察パトレイバー（1989年 - 1990年、進士多美子）
- ジャングル大帝（新）（1989年 - 1990年、ルル 他）

1990年
- ちびまる子ちゃん（1990年 - 2024年、さくらももこ〈まる子〉〈初代〉） - 2シリーズ
- 魔法使いサリー（1989年版）（ペンギン、チュン）
- それいけ!アンパンマン（1990年 - 2023年、キューピットちゃん、フランケンロボくん〈初代〉）
- 楽しいムーミン一家（火星人子供、メソメソ）
- NG騎士ラムネ&40（1990年 - 1991年、ヘビメタコ）
- まじかる☆タルるートくん（1990年 -1992年、タルるート）

1992年
- みかん絵日記（1992年 - 1993年、みかん）

1994年
- クッキングパパ（亜子）
- 3丁目のタマ うちのタマ知りませんか?（ナビ）

1996年
- VS騎士ラムネ&40炎（ヘビメタコ）

1997年
- さくらももこ劇場 コジコジ（1997年 - 1999年、スージー）

1998年
- 金田一少年の事件簿（港屋明日香）

2000年
- HUNTER×HUNTER（第1作）（2000年 - 2001年、センリツ）

2001年
- 探偵少年カゲマン（2001年 - 2002年、カゲマン / 影万太郎）
- ノワール（アルテナ）
- カスミン（わら人形）

2003年
- アストロボーイ・鉄腕アトム（シオワーム）
- 冒険遊記プラスターワールド（2003年 - 2004年、モーリィ）

2004年
- アークエとガッチンポーてんこもり（ケーキの精）

2005年
- 甲虫王者ムシキング 森の民の伝説（2005年 - 2006年、チビキング）

2006年
- まじめにふまじめ かいけつゾロリ（怪獣子）

2011年
- 日常（ナレーション）

2013年
- みんなだいすきそらジロー（そらジロー、ぽつリン）

2016年
- ダンガンロンパ3 -The End of 希望ヶ峰学園-（モノクマ）

2023年
- TRIGUN STAMPEDE（ザジ・ザ・ビースト）
- うる星やつら (2022)（願い星）

2024年
- 怪獣8号（謎の幼獣）

### 劇場アニメ
1983年
- ザブングル グラフィティ（チル）

1984年
- うる星やつら2 ビューティフル・ドリーマー
- 風の谷のナウシカ（少年B）

1986年
- 天空の城ラピュタ（マッジ）
- 11人いる!（トト）

1988年
- となりのトトロ

1990年
- それいけ!アンパンマン おむすびまん（カニしゅうまい）
- ちびまる子ちゃん（まる子）

1991年
- まじかる☆タルるートくん（1991年 - 1992年、タルるート） - 3作品

1992年
- ちびまる子ちゃん わたしの好きな歌（まる子）

1993年
- それいけ!アンパンマン 恐竜ノッシーの大冒険（ノッシー）

2006年
- 映画 ふたりはプリキュア Splash Star チクタク危機一髪!（ミニッツ）

2009年
- よなよなペンギン（猫のチャビスケ）

2015年
- ちびまる子ちゃん イタリアから来た少年（まる子）

2018年
- えんぎもん（はるお）

2024年
- デッドデッドデーモンズデデデデデストラクション（デベ子） - 前章

### OVA
1986年
- 活劇少女探偵団（一の谷碧）
- 炎トリッパー（幼児）

1987年
- トワイライトQ 時の結び目 REFLECTION

1988年
- 機動警察パトレイバー（進士多美子）

1990年
- 戦国武将列伝 爆風童子ヒッサツマン（ブージョ）
- ぬ〜ぼ〜（ぬ〜ぼ〜）

1991年
- NG騎士ラムネ&40 EX ビクビクトライアングル 愛の嵐大作戦（ヘビメタコ）

1993年
- NG騎士ラムネ&40 DX ワクワク時空 炎の大捜査戦（ヘビメタコ）

2000年
- ぼくたちピチューブラザーズ・風船騒動の巻（ナレーション）

2002年
- HUNTER×HUNTER（2002年 - 2004年、センリツ） - 3シリーズ

2008年
- やなせたかしメルヘン劇場 かばこさん（かばこさん）

2010年
- うる星やつら ザ・障害物水泳大会（しゅがあ）

2018年
- アニメ 漢詩・漢文の世界（ナレーター）

### Webアニメ
- ポケモン不思議のダンジョン 出動ポケモン救助隊ガンバルズ!（2007年、チャーレム）

### ゲーム
1992年
- まじかる☆タルるートくん（タルるート）※メガドライブ版

1993年
- コットン（ナタ・デ・コットン）※PCエンジン版

1994年
- ボンバーマン ぱにっくボンバー

1995年
- スーパーボンバーマン ぱにっくボンバーW
- ちびまる子ちゃん（1995年 - 2009年、さくらももこ〈まる子〉） - 5作品

1997年
- ファンタステップ（ナレーション）
- 桃太郎道中記（ちびボンビー）

1998年
- テイルコンチェルト（パンタ君）

2000年
- さくらももこ劇場 コジコジ（スージー）

2001年
- スーパーロボット大戦（2001年 - 2013年、チル、ヘビメタコ） - 6作品

2012年
- 極限脱出ADV 善人シボウデス（ゼロ3世）

2013年
- ONE PIECE アンリミテッドワールド レッド（パト）

2017年
- ニューダンガンロンパV3 みんなのコロシアイ新学期（モノクマ）

2018年
- ＃コンパス 戦闘摂理解析システム（モノクマ）

2020年
- IdentityV 第五人格（モノクマ）

2021年
- ハッピーダンガンロンパS 超高校級の南国サイコロ合宿（モノクマ）

### 吹き替え

#### 映画
- ゴーストバスターズ2（ジャニーン・メルニッツ〈アニー・ポッツ〉）※フジテレビ版（日本語吹替完全収録版Blu-ray BOX収録）
- ネバーエンディング・ストーリー3（ジュニア）※ソフト版

#### アニメ
- 原始家族フリントストーン（バンバン）

### カセットテープ
タイトルは「TARAKO♡」。アルバムデビュー前に通販やイベント内で販売されたもの。時期的には1982年11月以降、1983年6月デビューアルバム発売前。制作・販売：トルバドール音楽事務所。
- A面 TARAKOと素敵な先輩たち 島津冴子 VS TARAKO、「さとう菓子の家」、古川登志夫 VS TARAKO、「ロンリードール」
- B面 TARAKOグレイティスト・ショー「ブレック・ファースト・イン・ドリーム 」、「グッバイ・グラフィティ」、「や・つ・ら」、「泣いてみようか」

「ロンリードール」「泣いてみようか」はオリジナルアルバム「とっておきの瞬間」収録分とは別バージョン
「ブレック・ファースト・イン・ドリーム 」は、シングルCD「はみがき音頭」C/W収録分とは別バージョン
「グッバイ・グラフィティ」、「や・つ・ら」は後のオリジナルアルバムに未収録

### CD
- NG騎士ラムネ&40 メモリアルマッチ!熱血一本勝負（ヘビメタコ）※カセット
- NG騎士ラムネ&40 2 キングオブキングス熱血スペシャル（ヘビメタコ）※カセット
- NG騎士ラムネ&40 3 ときめき!裏の三姉妹（ヘビメタコ）※カセット
- CDドラマ 英雄伝説III 〜白き魔女〜「わかたれた湖」（バンバン）
- CDドラマ 風の伝説ザナドゥII ヒロイン達の誕生日（クルル）
- CDドラマ TARAKOぱっぱらパラダイス（TARAKOねーさん、クルル、ナイル、バンバン、おばーさん）
- ボーカルソング集 Noir blanc dans NOIR 〜黒の中の白〜 Disk1（アルテナ）
- Falcom Vocal Collection IV (“STAND UP” “ONLY ONE” ボーカル）
- ぽっぷるメイルパラダイス4、ぽっぷるメイルパラダイス5（ナイル）

### ラジオ
- TARAKO・ファルコム・ぴーひゃらら（TBSラジオ）
- MOONLIGHT 抱きしめて!!（文化放送 花王提供、月 - 金 23:00 - 23:30、1991年4月 - 同年9月） - 案内役
- さくらももこのオールナイトニッポン（1992年1月、ニッポン放送） - ゲスト
- TARAKO愛ランド（地方局向け、1990年10月 - ）
- ラジオ深夜便（NHKラジオ第1・NHK-FM、2019年11月3日）『時代を創った声』（2024年5月20日深夜便アーカイブス・アンコール放送）

### CM
- まる子として出演
  - NTT 「キャッチホン」（1990年）
  - Kentucky Fried Chicken 「ちびまる子のバラエティパック」（1990年）
  - ポッカコーポレーション 「ちびまる子ちゃん アップル&ピーチ」（1990年）・「つぶコーンスープ」（1992年）
  - NTT 「サンクスフェア」（1992年）
  - 丸美屋 「ちびまる子ちゃんカレー」（1990年代前半）
  - フジパン
  - サニックス（2002年）
  - 東洋水産 「マルちゃんラーメン」（2006年）
  - 森永製菓 「森永ココア」[注 5]
  - 大塚製薬 「オロナインH軟膏」（2006年）
  - ミツウロコ（2011年）
  - エーザイ・ファイザー 「認知症あんないダイヤル」（2010年）
  - アニマックス・ちびまる子ちゃんCM
  - すき家 「すきすきセット」（2013年）
  - 宝くじ 「ちびまる子ちゃんスクラッチ」（2013年）
  - ケーズデンキ（2015年）
  - 静岡市 「しずおか海洋ごみゼロ対策プロジェクト」（2021年）
  - アフラック生命保険（2023年）
  - BuySell Technologies 出張訪問買取サービス（2023年）
  - アラミック 「アラミックシャワーヘッド」（2023年）
  - 国土交通省 「みんなで、まるっと減らそう！再配達」（2024年）[注 6]
  - ちびまる子ちゃんゲーム 他
- まる子以外で出演
  - JR九州『特級の特急 つばめ』 - ナレーション（1996年）
  - 川鉄システム開発 - 本人が登場[75]、BGMに「あなたが大好き」が流れた
  - JARO 「道標編」- ナレーション（2000年）
  - セゾンカード
  - アルネットホーム（FM NACK5） - ナレーション
  - キャッスルボウル（中京広域圏ローカル） - 1994年放送のバージョンで、歌「海を抱く空」が起用された
  - サントリー・ダイエットペプシ - ナレーション
  - セイコーエプソン・カラリオ - ナレーション
  - セガトイズ・ズーズーペット（2010年）
  - ディズニー・ピクサー 「Mr.インクレディブル」 - ナレーション
  - ディズニー・ピクサー 「レミーのおいしいレストラン」 - ナレーション
  - ディズニー 「少年マイロの火星冒険記3D」 - ナレーション
  - 日本自動車工業会・安全運転啓発ラジオCM - ナレーション
  - 日本電信電話富山地区市内局番3桁化告知（1999年、富山地区限定） - ナレーション
  - 公共広告機構（現：ACジャパン） - 海の男たちは、山の男たちになった（2004年、九州地区限定） - ナレーション
  - バンダイ・まじかる☆タルるートくん玩具 - ナレーション、「絶好調だぜ、タルるート!!」では本人が登場
  - まじかる☆タルるートくんゲーム - タルるートとして出演
  - ルタオ・ドゥーブルフロマージュ（フジテレビでのみ放映） - ナレーション
  - ディズニー・ピクサー 「カーズ2」ブルーレイ&DVD発売 - ナレーション
  - 武田薬品工業 「ベンザエース カプレット」 - 歌
  - 明治乳業 「ブルガリア のむヨーグルト」と〜ろりんつぶつぶ篇 - 歌
  - ヤヨイ化学工業 「壁紙川柳」「インテリア川柳」 - ナレーション
  - ユニ・チャーム - ウルトラムーニー
  - TOYAMAハッピーライフキャンペーン2015 - キャラクター吹替
  - 日本みかん農協 - 1996年版では「みかんにKissして」を起用、1997年版では本人が登場
  - クーリエ「みんなの介護」（2021年1月1日 - ）[76][77]

### ナレーション
- イキだね!わたしの東京時間（2010年4月2日 - 9月24日、NHK総合）
- イチオシ!2泊3日の旅（2014年4月 - 9月、BS日テレ）おしゃべり
- おこめ（2001年4月12日 - 2009年3月11日、NHK教育）
- しぜんとあそぼ「山の春夏秋冬」（2002年、NHK教育）※たらこ表記
- かんさい情報ネットten!（2013年1月8日、読売テレビ）「島でたった1人の小学生」コーナー
- 心ゆさぶれ!先輩ROCK YOU（2010年4月3日 - 2015年3月28日、日本テレビ）
- ゴシップ猫 サマンサの1日（アニマル・プラネット）
- こじゃんと土佐流シリーズ（2009年12月 - 2011年12月、BS日テレ）不定期放送
- ザ・ジャッジ! 〜得する法律ファイル（2002年4月 - 2004年12月、フジテレビ）「これって罪じゃないの」コーナー
- しあわせ家族計画（1998年10月 - 2000年9月13日、TBS）
- 知っトク地図帳（2011年 - 2016年、NHK Eテレ）
- スッキリ!!（日本テレビ）2010年10月4日、「きょうの特集「教師になった乙武洋匡 1年間に密着」、2011年6月10日「ベッキーが見た被災地の今」
- 世界の日本人妻は見た!（2013年4月16日 - 2017年9月19日、毎日放送）
- 銭形金太郎（2002年10月10日 - 2007年12月19日、テレビ朝日）
- タカトシ×くりぃむのペケ×ポン（フジテレビ）「お買物ママさん」コーナー
- 探検王国 そんなことアルマジロ（1996年4月7日 - 1998年3月29日、朝日放送）
- 地球テレビ エル・ムンド（2012年度まで）→エル・ムンド（2013年度）（NHK BS1）
  - 世界自転車探検部（NHK BS1）2013年度にエル・ムンドから独立して不定期番組
- チャンピオンズ〜達人のワザが世界を救う〜（2008年10月16日 - 2009年9月17日、テレビ東京）
- ちょこっとイイコト 〜岡村ほんこん♥しあわせプロジェクト〜（2011年4月29日 - 2012年3月16日、テレビ東京）
- 徳さんのお遍路さん 四国八十八カ所 心の旅（2012年10月7日 - 2014年3月30日、BS-TBS）
- 土曜スペシャル（テレビ東京）
  - クチコミB級グルメベスト30（2010年12月4日）
  - 太川・蛭子のローカル鉄道寄り道旅（2018年9月8日、2018年12月8日）
- news every.（日本テレビ）「そらジローあのね」でのそらジロー役および特集コーナーのナレーション
- ほっと@アジア（NHK BS1）
- 女神のマルシェ（2012年4月 - 2024年3月、日本テレビ）※初代
- NONFIX 「TOKYO畜産ガールズ〜牛と豚と女子高生〜」（2013年5月9日、フジテレビ）
- Ya-Ya-yah（2007年4月 - 10月、テレビ東京）「Oh!yah（親）孝行デビュー」コーナー
- 夢のちから（2007年4月7日 - 2010年9月11日、東海テレビ）
- ニッポンぶらり鉄道旅（2014年4月3日 - 2023年11月27日、NHK BSプレミアム）※初代
- 7daysTVスペシャル かぞくムービーAWARD2015 笑いと涙の瞬間、集めました（2015年5月15日、日本テレビ）
- 世界ふしぎ大冒険!TBS60年の貴重映像を大公開〜もう見られない世界・幻の瞬間（2018年3月17日、TBS）
- これぞ久本雅美たまらん逸品（2018年11月10日、日本テレビ）
- ねこ育て（2019年2月16日、NHK BSプレミアム）
- 大好き！にいがた！絶景教えてください！（2021年9月3日、新潟総合テレビ）

### テレビ番組
- クイズ&ゲーム太郎と花子（フジテレビ） - 司会
- ザ・ラスベガス（読売テレビ）（不定期出演）
- こだわりTV PRE★STAGE（テレビ朝日） - MC
- なるほど!ザ・ワールド（フジテレビ） - リポーター
- スーパーゲートボール（日本レジャーチャンネル） - 実況
- 我が心の大滝詠一（2021年4月24日、NHK BS4K）[78]

### テレビドラマ
- 時間ですよ たびたび（1988年） - DJの声
- 映画みたいな恋したい（1992年） ※初のドラマ出演
- 株式会社徳川家康（1991年3月25日） - ナレーションのみ
  - 新・株式会社徳川家康（1992年3月23日） - ナレーションと共にカメオ出演
- 世にも奇妙な物語 20周年スペシャル・春 〜人気番組競演編〜「まる子と会える町」（2010年） - さくらももこ（まる子）の声
- FM999 999WOMEN'S SONGS（2021年3月26日 - 、WOWOWオンデマンド・WOWOWプライム） - ラジオDJ 役

### 映画
- 釣りバカ日誌3（1990年） - 香織 役

### オリジナルビデオ・DVD
- こどもちゃれんじ・しまじろうシリーズ（ベネッセコーポレーション） - 本人役、ナレーションなど

### 舞台
- 「ダンガンロンパ」 - モノクマ（声の出演）
  - ダンガンロンパ THE STAGE 〜希望の学園と絶望の高校生〜2016
  - スーパーダンガンロンパ2 THE STAGE 〜さよなら絶望学園〜2017
  - ダンガンロンパ3 THE STAGE2018〜The End of 希望ヶ峰学園〜

### その他コンテンツ
- 単独ライブ(1986年1月19日、渋谷・エッグマン)[79]
- 静岡鉄道「ちびまる子ちゃんラッピング電車」 - 車内放送（さくらももこ〈まる子〉役として）（各駅停車で全区間を走行する列車のみ。2015年12月28日より2023年4月26日のラストランイベントを持って運行終了）
- はま寿司・タッチパネルの声（2018年4月5日 - 6月13日、同年9月13日 - 12月5日、同年12月20日 - 2019年6月12日）、店内放送も担当（2019年6月12日まで）。
- 集英社文庫「ももこの世界あっちこっちめぐり」（冒頭部分のみ） - さくらももこのエッセイの朗読（2021年3月19日）[80]
- オーディオブック「もものかんづめ」 - さくらももこのエッセイの朗読（2021年4月2日）[81]
- オーディオブック「さるのこしかけ」 - さくらももこのエッセイの朗読（2022年9月22日）[82]
- キャラクターショー ちびまる子ちゃん - まる子の声
- キャラクターショー まじかる☆タルるートくん - タルるートの声
- 東京ディズニーランド カントリーベア・シアター - ドロレスの声
- バンプレスト てれびでんわ ちびまる子ちゃん - まる子の声
- マクドナルド ハッピーセット ちびまる子ちゃん - 2010年・2011年発売。まる子の声が出る玩具。

## ディスコグラフィ

### シングル
| #                          | 発売日               | タイトル               | B面                  | 規格                 | 規格品番             |
| キャニオン・レコード       | キャニオン・レコード | キャニオン・レコード   | キャニオン・レコード | キャニオン・レコード | キャニオン・レコード |
| -------------------------- | -------------------- | ---------------------- | -------------------- | -------------------- | -------------------- |
| 1st                        | 1984年9月21日        | 誘惑ゲーム             | 九月の風にのせて     | 7インチシングル      | 7A-0424              |
| BMGビクター / air Records  |                      |                        |                      |                      |                      |
| 2nd                        | 1990年11月7日        | あなたが大好き/笑顔    |                      | 8cmCD                | BVDR-25              |
| 3rd                        | 1991年6月21日        | 愛ってやつかもしれない | リリーメル           | 8cmCD                | BVDR-49              |
| BMGビクター / LIPOP RECORD |                      |                        |                      |                      |                      |
| 4th                        | 1991年12月4日        | ふ・わ・ふ・わ         | Take it easy         | 8cmCD                | BVDR-76              |

### アルバム

#### オリジナルアルバム
| #                                                       | 発売日               | タイトル                  | 規格                 | 規格品番             |
| キャニオン・レコード                                    | キャニオン・レコード | キャニオン・レコード      | キャニオン・レコード | キャニオン・レコード |
| ------------------------------------------------------- | -------------------- | ------------------------- | -------------------- | -------------------- |
| 1st                                                     | 1983年6月21日        | とっておきの瞬間          | LP                   | C25G0175             |
| 2nd                                                     | 1984年2月21日        | 風がちがう                | LP                   | C25G0335             |
| 3rd                                                     | 1984年9月21日        | 笑わない恋人              | LP                   | C28A-0368            |
| 4th                                                     | 1985年9月21日        | 告白                      | LP                   | C28A-0437            |
| キングレコード / スターチャイルド                       |                      |                           |                      |                      |
| 5th                                                     | 1986年12月21日       | 少しだけ愛が足りない      | LP                   | K28A-779             |
| BMGビクター / air RECORDS                               |                      |                           |                      |                      |
| 6th                                                     | 1990年11月21日       | あなたが大好き            | CD                   | BVCR-23              |
| 7th                                                     | 1991年6月21日        | 彼女                      | CD                   | BVCR-44              |
| BMGビクター / LIPOP RECORD                              |                      |                           |                      |                      |
| 8th                                                     | 1991年12月4日        | My dear                   | CD                   | BVCR-71              |
| 徳間ジャパンコミュニケーションズ / アニメージュレコード |                      |                           |                      |                      |
| 9th                                                     | 1993年12月21日       | 天国より高いとこ いこうよ | CD                   | TKCA-70223           |
| TDKコア                                                 |                      |                           |                      |                      |
| 10th                                                    | 1995年6月25日        | わ〜いっ                  | CD                   | TDCD-1078            |

#### ベストアルバム
| #                                        | 発売日                                   | タイトル                                          | 規格                                     | 規格品番                                 |
| バンダイ・ミュージックエンタテインメント | バンダイ・ミュージックエンタテインメント | バンダイ・ミュージックエンタテインメント          | バンダイ・ミュージックエンタテインメント | バンダイ・ミュージックエンタテインメント |
| ---------------------------------------- | ---------------------------------------- | ------------------------------------------------- | ---------------------------------------- | ---------------------------------------- |
| 1st                                      | 1998年8月21日                            | 悲しいほど優しくて…TARAKO〜バラード・コレクション | CD                                       | APCA-241                                 |

### タイアップ一覧
| 曲名                   | タイアップ                                                                 | 収録作品                                                   |
| ---------------------- | -------------------------------------------------------------------------- | ---------------------------------------------------------- |
| 夢みるワンダーランド   | テレビ大阪系放映アニメーション『ふしぎの国のアリス』オープニングテーマ     | シングル「夢みるワンダーランド/ナゾナゾ夢の国」            |
| ナゾナゾ夢の国         | テレビ大阪系放映アニメーション『ふしぎの国のアリス』エンディングテーマ     | シングル「夢みるワンダーランド/ナゾナゾ夢の国」            |
| ハートのジョーカー     | フジテレビ・クイズ&ゲーム「太郎と花子」テーマソング                        | シングル「ハートのジョーカー」                             |
| タルル・カタブラルル   | ABCテレビ・テレビ朝日系アニメ『まじかる☆タルるートくん』エンディングテーマ | シングル「タルル・カタブラルル/いっしょう いっしょっしょ」 |
| はみがき音頭           | NHK『みんなのうた』より                                                    | シングル「はみがき音頭」                                   |
| おじいさんへのおてがみ | TBS系アニメ『みかん絵日記』エンディングテーマ                              | シングル「おじいさんへのおてがみ」                         |
| でっかいキャンバス     | TBS系アニメ『みかん絵日記』エンディングテーマ                              | シングル「おじいさんへのおてがみ」                         |
| JUST LIKE A MOTHER     | 文化放送ラジオドラマ『幼稚園戦記まだら』テーマソング                       | シングル「JUST LIKE A MOTHER」                             |
| みかんにKissして       | 日本園芸農業協同組合連合会・温州みかんキャンペーンソング                   | シングル「JUST LIKE A MOTHER」                             |

### 映像作品
| #           | 発売日        | タイトル                              | 規格        | 規格品番    |
| BMGビクター | BMGビクター   | BMGビクター                           | BMGビクター | BMGビクター |
| ----------- | ------------- | ------------------------------------- | ----------- | ----------- |
| 1st         | 1991年6月21日 | 「あなたが大好き」'91 in KUDAN KAIKAN | VHS         | BVVR-13     |

### 作詞
- とんがり帽子のメモル（日本コロムビア、1984年3月21日。歌：山野さと子）

### キャラクターソング
| 発売日   | 商品名                                    | 歌 | 楽曲 | 備考                                               |
| 1986年   | 1986年                                    | 1986年 | 1986年 | 1986年                                             |
| -------- | ----------------------------------------- | --- | --- | -------------------------------------------------- |
| 11月21日 | 活劇少女探偵団 音楽集                     | 少女探偵団 | 「天使のモンタージュ」                                                                                                | OVA『活劇少女探偵団』主題歌                        |
| 1996年   |                                           | | |                                                    |
| 7月10日  | ちびまる子ちゃん ミュージックコレクション | まる子（TARAKO）、たまちゃん（渡辺菜生子） | 「ハミングがきこえる 〜出演者ヴァージョン」                                                                           | テレビアニメ『ちびまる子ちゃん』関連曲             |
| 7月10日  | ちびまる子ちゃん ミュージックコレクション | まる子（TARAKO）、お父さん（屋良有作）、お母さん（鈴木みえ）、お姉ちゃん（水谷優子）、野口さん（田野恵）、山田（山本圭子）、たまちゃん（渡辺菜生子） | 「あっけにとられた時のうた 〜出演者ヴァージョン〜」                                                                   | テレビアニメ『ちびまる子ちゃん』関連曲             |
| 2001年   |                                           | | |                                                    |
| 11月7日  | NOIR blanc dans NOIR 〜黒の中の白〜       | アルテナ（TARAKO） | 「lullaby-Japanese ver.」                                                                                             | テレビアニメ『ノワール』関連曲                     |
| 2004年   |                                           | | |                                                    |
| 7月10日  | アララの呪文                              | ちびまる子ちゃん（TARAKO） with 爆チュー問題 | 「アララの呪文」 | テレビアニメ『ちびまる子ちゃん』エンディングテーマ |
| 10月20日 | まるまるぜんぶちびまる子ちゃん            | まる子（TARAKO） | 「すばらしいおじいちゃんまる子心のうた」 「一杯の甘酒まる子心の演歌」 「長山君をたたえる歌」 「まるちゃん絵かきうた」 | テレビアニメ『ちびまる子ちゃん』関連曲             |
| 10月20日 | まるまるぜんぶちびまる子ちゃん            | 野口さん（田野恵） with まる子（TARAKO） & ハマジ（カシワクラツトム）                                                                                | 「野口さんのお笑い音頭」                                                                                              | テレビアニメ『ちびまる子ちゃん』関連曲             |
| 10月20日 | まるまるぜんぶちびまる子ちゃん            | まる子（TARAKO）とたまえ（渡辺菜生子） | 「たまえとまる子の親友の歌」                                                                                          | テレビアニメ『ちびまる子ちゃん』関連曲             |

### その他参加楽曲
| 発売日           | 商品名                                                                      | 歌                 | 楽曲                                                                                            | 備考                                                         |
| 1983年           | 1983年                                                                      | 1983年             | 1983年                                                                                          | 1983年                                                       |
| ---------------- | --------------------------------------------------------------------------- | ------------------ | ----------------------------------------------------------------------------------------------- | ------------------------------------------------------------ |
| 8月              | スプーンおばさん 音楽集                                                     | TARAKO             | 「ダン・ヂン・ヅン・デン・ドン〜ご先祖さまはバイキング〜」                                      | テレビアニメ『スプーンおばさん』挿入歌                       |
| 12月             | ふしぎの国のアリス                                                          | TARAKO             | 「夢みるワンダーランド」                                                                        | テレビアニメ『ふしぎの国のアリス』オープニングテーマ         |
| 12月             | ふしぎの国のアリス                                                          | TARAKO             | 「ナゾナゾ夢の国」                                                                              | テレビアニメ『ふしぎの国のアリス』エンディングテーマ         |
| 12月             | ふしぎの国のアリス 音楽編                                                   | TARAKO             | 「夢から醒めて」                                                                                | テレビアニメ『ふしぎの国のアリス』挿入歌                     |
| 1984年           |                                                                             |                    |                                                                                                 |                                                              |
| 7月21日          | ふしぎなコアラブリンキー 主題歌                                             | TARAKO             | 「不思議うふふ」                                                                                | テレビアニメ『ふしぎなコアラブリンキー』オープニングテーマ   |
| 1988年           |                                                                             |                    |                                                                                                 |                                                              |
|                  | 短編映画「シーキャット」OP・ED                                              | TARAKO             | 「Endless Call」                                                                                |                                                              |
| TARAKO、子門真人 | 短編映画「シーキャット」OP・ED                                              | 「愛を消さないで」 |                                                                                                 |                                                              |
| 1990年           |                                                                             |                    |                                                                                                 |                                                              |
| 10月1日          | まじかる☆タルるートくん 主題歌                                              | TARAKO             | 「オレ タルるート」                                                                             | テレビアニメ『まじかる☆タルるートくん』オープニングテーマ    |
| 12月21日         | まじかる☆タルるートくんヒット曲集                                           | TARAKO             | 「本丸 大スキラキラ」 「タコヤキ"でゅわっ"のクリスマス」                                        | テレビアニメ『まじかる☆タルるートくん』挿入歌                |
| 1991年           |                                                                             |                    |                                                                                                 |                                                              |
| 3月21日          | ハートのジョーカー                                                          | TARAKO             | 「ハートのジョーカー」 「ゆびきりげんまんONDO!」                                                | テレビ番組『クイズ&ゲーム太郎と花子』テーマソング            |
| 7月1日           | まじかる☆タルるートくん・ヒット曲集II                                       | TARAKO             | 「いっしょう いっしょっしょ」 「まじかる☆タルるート音頭」                                       | テレビアニメ『まじかる☆タルるートくん』挿入歌                |
| 9月21日          | まじかる☆タルるートくん 新エンディング                                      | TARAKO             | 「タルル・カタブラルル」                                                                        | テレビアニメ『まじかる☆タルるートくん』エンディングテーマ    |
| 1992年           |                                                                             |                    |                                                                                                 |                                                              |
| 3月1日           | まじかる☆タルるートくん 歌と音楽集'92                                       | TARAKO             | 「ぐうぐう good」 「ハッピー？タコヤキ魔法」                                                    | テレビアニメ『まじかる☆タルるートくん』挿入歌                |
| 10月5日          | はみがき音頭                                                                | TARAKO             | 「はみがき音頭」 「ブレックファースト・イン・ドリーム」                                         | テレビ番組『みんなのうた』関連曲                             |
| 11月5日          | みかん絵日記 エンディング・テーマ おじいさんのおてがみ                      | TARAKO             | 「おじいさんのおてがみ」 「でっかいキャンパス」                                                 | テレビアニメ『みかん絵日記』エンディングテーマ               |
| 12月24日         | NG騎士ラムネ&40・俺は今猛烈に熱血歌合戦!!                                   | TARAKO             | 「ロンリー・ナイト・ヨコハマ」                                                                  | テレビアニメ『NG騎士ラムネ&40』関連曲                        |
| 1993年           |                                                                             |                    |                                                                                                 |                                                              |
| 1月21日          | 片想い 〜TARAKO・冬馬由美・小山裕香・菊池正美・緑川光                       | TARAKO             | 「20歳のめぐり逢い 「ずっと」 「見えないおくりもの」                                            |                                                              |
| 11月21日         | みかん絵日記 幻の第32話〜マシュマロの思い出〜／オリジナル・ドラマ・シアター | TARAKO             | 「ないしょ！のバイリン・キャット（おもしろバージョン）」 「愛がくるくるまわる日〜こりんごへ〜」 | テレビアニメ『みかん絵日記』関連曲                           |
| 1995年           |                                                                             |                    |                                                                                                 |                                                              |
| 1月25日          | JUST LIKE A MOTHER                                                          | TARAKO             | 「JUST LIKE A MOTHER」                                                                          | ラジオドラマ『幼稚園戦記まだら』テーマソング                 |
| 1月25日          | JUST LIKE A MOTHER                                                          | TARAKO             | 「みかんにKissして」                                                                            | 「日本園芸農業協同組合連合会・温州みかん」キャンペーンソング |
| 1996年           |                                                                             |                    |                                                                                                 |                                                              |
| 5月22日          | ファルコムボーカルコレクションIV                                            | TARAKO             | 「STAND UP」                                                                                    |                                                              |
| 5月22日          | ファルコムボーカルコレクションIV                                            | TARAKO、川菜翠     | 「ONLY ONE」                                                                                    |                                                              |
| 1997年           |                                                                             |                    |                                                                                                 |                                                              |
| 10月1日          | My Dream〜On Airが待てなくて                                                | TARAKO             | 「On Airが待てなくて」                                                                          | ゲーム『My Dream〜On Airが待てなくて〜』関連曲               |
| 1999年           |                                                                             |                    |                                                                                                 |                                                              |
| 10月21日         | Go! Go! プラレール〜プラレール テーマソング アルバム〜                      | TARAKO、土井一郎   | 「プ！プラレール」                                                                              | 「プラレール」イメージソング                                 |
| 10月21日         | Go! Go! プラレール〜プラレール テーマソング アルバム〜                      | TARAKO             | 「鉄道的哀歌」                                                                                  | 「プラレール」イメージソング                                 |
| 2003年           |                                                                             |                    |                                                                                                 |                                                              |
| 6月25日          | 僕はメロンにメロンメロン〜スーパーキッズ・CMデラックス〜                    | TARAKO             | 「子どもって…」                                                                                 | 日清フーズ「マ・マー 和風パスタソース」TVCMソング            |
| 2005年           |                                                                             |                    |                                                                                                 |                                                              |
| 2月25日          | graduation                                                                  | 中川亜紀子         | トータルプロデュース、アルバム全楽曲の作詞・作曲を担当                                          |                                                              |

## 脚本
- ちびまる子ちゃん
- ハッピーカムカム（アニメミライ2015参加作品） - 音響監督、エンディングテーマ「Replay」の作詞とボーカルも担当

## 著書
- TARAKO photographs & essays 〜ときめきください〜（廣済堂出版、1991年5月15日、ISBN 4-331-50330-5）
- うるうる白書 「心のコリをほぐそうよ！」（三笠書房、1993年12月10日、ISBN 4-8379-1523-X）
- 笑う数ほど福が来る（ポリスター、1995年9月1日、ISBN 4-87188-411-2）